# Problem podziału
Problem podziału – jeden z modelowych problemów NP-zupełnych przedstawiający się następująco: czy dla danego skończonego multizbioru liczb całkowitych istnieje jego podział na dwa jego podzbiory U i T, że suma elementów zbioru T równa się sumie elementów zbioru U?